# Grigorij Pavlovič Pjatigorskij
Grigorij Pavlovič Pjatigorskij (in russo Григо́рий Па́влович Пятиго́рский?, Gregor Piatigorsky; Dnipro, 17 aprile 1903 – Los Angeles, 6 agosto 1976) è stato un violoncellista ucraino naturalizzato statunitense.

## Biografia

### Gli inizi
Nacque a Dnipro, la ex Ekaterinoslav in Russia, in una famiglia ebraica. Da bambino imparò a suonare il violino e il pianoforte dal padre, ma, visto un violoncello, se ne appassionò. Vinse una borsa di studio al Conservatorio di Mosca ove studiò con Alfred von Glehn e Anatolij Brandukov, nel mentre aiutava economicamente la famiglia suonando in bar della città.
Aveva 13 anni quando scoppiò la rivoluzione russa del 1917 e poco dopo iniziò a suonare nel Lenin Quartet; all'età di 15 anni fu assunto come uno dei principali violoncellisti del Teatro Bol'šoj.

### La fuga dall'Unione Sovietica
Le autorità dell'Unione Sovietica, in particolare Anatolij Lunačarskij, non vollero che egli proseguisse i suoi studi all'estero cosicché egli si trasferì clandestinamente in Polonia con il suo violoncello insieme con un gruppo di artisti nascosti in un carro-bestiame. Quando le guardie di frontiera spararono, un soprano del gruppo afferrò lui e il suo violoncello, che non rimase intatto mentre Pjatigorskij se la cavò con lievi ferite.

### La vita in Occidente
Ormai diciottenne, studiò per un breve periodo a Berlino e a Lipsia, con Hugo Becker e Julius Klengel, suonando con loro in un caffè russo per guadagnarsi da vivere. Fra i clienti abituali del locale vi erano Emanuel Feuermann e Wilhelm Furtwängler. Quando quest'ultimo lo udì suonare lo scritturò come primo violoncellista nella Filarmonica di Berlino.
Nel 1929 visitò per la prima volta gli Stati Uniti d'America, suonando per l'Orchestra di Filadelfia sotto la direzione di Leopold Stokowski, e per la New York Philharmonic, diretta da Willem Mengelberg.
Nel gennaio del 1937 sposò ad Ann Arbor, nel Michigan, Jacqueline de Rothschild, 
figlia di Édouard Alphonse James de Rothschild, della facoltosa famiglia dei Rothschild di Francia.
A seguito dell'occupazione tedesca della Francia nella seconda guerra mondiale, la famiglia fuggì negli Stati Uniti, stabilendosi a Elizabethtown, ove nel 1940 nacque il secondo figlio Joram.
Dal 1941 al 1949 egli fu a capo del dipartimento di violoncello del Curtis Institute of Music a Filadelfia e insegnò anche all'Università di Boston a Tanglewood, e all'Università della California del sud, ove rimase fino alla morte. Morì a causa di un tumore nel 1976 a Los Angeles.

## Carriera
Ha suonato con grandi concertisti come Arthur Rubinstein, Jascha Heifetz, Vladimir Horowitz e Nathan Milstein.
Nel 1954 eseguì il Concerto per violoncello e orchestra n. 2 (Dvořák) diretto da Sergiu Celibidache nel Teatro alla Scala di Milano.

## Discografia parziale
- Beethoven/Kodály, Serenade, Op. 8/Duo, Op. 7 - Heifetz/Piatigorsky, 1961 Sony - Grammy Award for Best Chamber Music Performance 1962
- The Heifetz-Piatigorsky Concerts With Primrose, Pennario and Guests - Heifetz/Piatigorsky/Primrose - Grammy Award for Best Chamber Music Performance 1963
- Beethoven, Trio, Op. 1, No. 1, in E-Flat - Heifetz/Piatigorsky, RCA - Grammy Award for Best Chamber Music Performance 1965